# Rothia arrosa
Rothia arrosa là một loài bướm đêm trong họ Noctuidae.